# Ephialtes zirnitsi
Ephialtes zirnitsi är en stekelart som beskrevs av Ozols 1962. Ephialtes zirnitsi ingår i släktet Ephialtes och familjen brokparasitsteklar. Inga underarter finns listade i Catalogue of Life.